# Дамара (смола)
Вижте пояснителната страница за други значения на Дамара.
Дамара (от малайски damar – смола) е вид смола от някои тропически дървета. Използва се за производство на прозрачни лакове, линолеум, червен восък и др.